# Stephen Reeder Donaldson
Stephen Reeder Donaldson, född 13 maj 1947 i Cleveland i Ohio, är en amerikansk författare i fantasy-, deckare- och science fiction-genrerna. Hans arbete, oavsett genre, kännetecknas av omsorgsfullt genomarbetade handlingstrådar, samt att det oftast finns ett psykologiskt perspektiv som är relaterat till maktutövning, handlingar och konsekvenser - något som är rätt ovanligt i framförallt fantasy-genren. Han jämförs ofta med J. R. R. Tolkien, men har är också starkt influerad av William Shakespeare, Mervyn Peake och Richard Wagners operor. Hans rätt hårdkokta deckare utgavs från början under pseudonymen "Reed Stephens", för att hans förläggare inte ville förvirra läsarna av Donaldsons fantasyböcker.